# Tyler Thigpen
Tyler Thigpen (Winnsboro, 14 aprile 1984) è un ex giocatore di football americano statunitense che ha giocato nel ruolo di quarterback per i Cleveland Browns della National Football League (NFL).

## Carriera universitaria
Ha giocato con i Coastal Carolina Chanticleers squadra rappresentativa dell'università del Coastal Carolina.
Riconoscimento vinto:
- Giocatore dell'anno della Big South (2006).

## Carriera professionistica

### Minnesota Vikings
Al draft NFL 2007 è stato selezionato come 217a scelta dai Vikings, il 18 maggio ha firmato un contratto di 4 anni, ma poi è stato svincolato il 1º settembre.

### Kansas City Chiefs
Firma il giorno seguente con i Chiefs, ha debuttato nella NFL il 12 dicembre 2007 contro i San Diego Chargers, nella settimana successiva si infortuna al legamento mediale collaterale e viene messo sulla lista infortunati finendo in anticipo la sua stagione regolare.
Nella stagione 2008 trova maggior spazio ma a causa dei risultati ottenuti perde subito il posto di quarterback titolare.
Dopo solo una partita della nuova stagione viene ceduto ai Miami Dolphins.

### Miami Dolphins
Viene preso dai Dolphins in scambio della 142a scelta del draft NFL 2010. Il 29 settembre 2009 firma con loro e sceglie di indossare la maglia numero 16, ma anche qui le cose non cambiano. Dopo solo due stagioni viene svincolato.

### Buffalo Bills
Il 26 luglio 2011 firma con i Bills un contratto di 3 anni, rimanendovi fino al 2012.

### Cleveland Browns
Il 9 maggio 2014, Thigpen firma un contratto annuale coi Cleveland Browns.

## Statistiche
| Partite totali             | 25    |
| Partite totali da titolare | 12    |
| Yard lanciate              | 3.192 |
| Touchdown                  | 21    |
| Intercetti subiti          | 18    |
| Passer rating              | 72.5  |